# Tavush
Tavush (armensk: Տավուշ, Armensk udtale: [tɑˈvuʃ], er en provins i Armenien. Det ligger i den nordøstlige del af Armenien og grænser op til Georgien mod nord og Aserbajdsjan mod øst. Det er Inde i landet grænser den til provinserne Gegharkunik mod syd, Kotayk mod sydvest og Lori mod vest. Hovedstaden og største by i provinsen er byen Ijevan.

## Etymologi
Provinsens navn kommer af Tavush er en variant af det originale navn på Tuchkatak, en kanton i den historiske provins Utik i Kongeriget Armenien i antikken.

## Geografi
Tavush har et areal på 2.704 km² (9 % af Armeniens samlede areal). Det ligger i den nordøstlige del af Armenien. Det grænser op til Georgien mod nord og Aserbajdsjan mod øst. Området er hovedsageligt bjergrige og klippefyldte bjergskråninger dækket af et grønt tæppe af alpin tundra. Tavush omtales nogle gange som et lille armensk Schweiz. Den gennemsnitlige højde af regionen er omkring 900 meter over havets overflade.
Baseret på de historiske opdelinger af det antikke Armenien, optager provinsens nuværende territorium dele af Varazhnunik- kantonen i Ayrarat- provinsen, Dzorapor- og Koghbapor- kantonerne i Gugark- provinsen og kantonerne Aghve og Tuchkatak (Tavush) i Utik-provinsen.
Provinsen ligger helt og holdent mellem bjergene i Lille Kaukasus. Den er omgivet af Miapor-bjergene fra øst, Somkheti-bjergene fra nord, Gugark-bjergene fra øst og Kenats-bjergene fra syd. Det højeste punkt i Tavush er Miapor-toppen med en højde på 2.993 meter, mens det laveste punkt ligger i en højde på 380 moh. i Debed-flodens dal nær landsbyen Debedavan.
Provinsen er en vigtig kilde til vand i Armenien. Hovedkilden er Aghstev-floden med dens bifloder Getik, Voskepar og Sarnajur. Mindre floder omfatter Akhum, Tavush og Khndzorut.
Tavush er også rig på sine bjergkilder, mineralvand og små søer som Parz og Gosh.
Det meste af Tavush-territoriet er dækket af tætte skove, hovedsageligt omkring byerne Dilijan, Ijevan og Berd. Provinsen har en række beskyttede skove, herunder Dilijan National Park, Akhnabad Taxus Grove Sanctuary, Arjatkhelni Hazel Sanctuary, Gandzakar Sanctuary, Ijevan Sanctuary og Zikatar Sanctuary.

## Demografi

### Befolkning
Tavush er den næstmindst befolkede provins i Armenien. Ifølge den officielle folketælling fra 2011 har Tavush en befolkning på 128.609 (62.083 mænd og 66.526 kvinder), hvilket udgør omkring 4,3% af hele Armeniens befolkning. Bybefolkningen er 54.186 (42.1%) og landdistrikterne er 74.423 (57,9%). Provinsen har 5 bysamfund og 55 landdistrikter. Det største bysamfund er Ijevans provinscenter med en befolkning på 21.081. De andre bycentre Dilijan, Berd, Noyemberyan og Ayrum.
Med en befolkning på 4.420 er landsbyen Koghb den største landkommune i Tavush.

### Etniske grupper og religion
Størstedelen af befolkningen i Tavush-provinsen er etniske armeniere, der tilhører den armenske apostoliske kirke. Kirkens regulerende organ er bispedømmet Tavush. Surp Nerses-katedralen i Ijevan er bispedømmets sæde.
Byen Berd er hjemsted for omkring 200 udinere, som også tilhører den armenske kirke.
Et lille samfund af yazidier findes i Dilijan .

## Kultur

### Fæstninger og arkæologiske steder
- Tavush-fæstningen fra det 10. århundrede,
- Berdavanfæstning fra det 10. århundrede,
- Tevrakar slot, 5.-7. århundrede f.Kr
- Aghjkaberd fæstning,
- Sranots Bridge, 13.-14. århundrede.

### Kirker og klostre
- Tsrviz kapel fra det 5. århundrede,
- Holy Mother of God Church of Voskepar fra det 7. århundrede,
- Kirants kloster fra det 8. århundrede,
- Makaravank kloster fra det 10. århundrede,
- Jukhtak Vank kloster fra det 11.-12. århundrede,
- Goshavank kloster fra det 12. århundrede,
- Aghavnavank kloster fra det 12.-13. århundrede,
- Samsonavank kloster fra det 12.-13. århundrede,
- Shkhmurad kloster fra det 12.-13. århundrede,
- Matosavank kloster fra 1247,
- Arakelots kloster i Kirants i det 13. århundrede,
- Haghartsin kloster fra det 13. århundrede,
- Heller ikke Varagavank kloster fra det 13. århundrede,
- Khoranashat kloster fra det 13. århundrede,
- Srvegh kloster fra det 13. århundrede.

## Galleri
- Tavush
- Haghartsin Kloster
- Goshavank Kloster
- Parzsøen
- Noyemberyans landskab
- Movses landsby